# ملکه وو (مجموعه تلویزیونی)
ملکه وو (کره‌ای: 우씨왕후) یک مجموعه تلویزیونی محصول کره جنوبی با بازی جون جونگ سو، کیم مو یول، جی چانگ ووک، کیم مو یول، جونگ یو می، لی سو هیوک و پارک جی هوان است. ملکه وو یک مجموعه ارجینال تیوینگ است و در پلتفرم خودش در سال ۲۰۲۴ و به صورت بین‌المللی در پارامونت پلاس در مناطق منتخب منتشر شد. این مجموعه در مورد کشمکش برای نشاندن یک پادشاه جدید بر تخت سلطنت در عرض ۲۴ ساعت است. ملکه وو از ۲۹ اوت ۲۰۲۴ در تیوینگ پخش شد. این مجموعه همچنین برای استریم در ویو و پارامونت پلاس در مناطق منتخب قابل دسترسی لست.

## داستان
با اعلام مرگ پادشاه در گوگوریو، نبرد شدیدی میان قبایل در می‌گیرد. در این میان ملکه وو که بلافاصله به هدف شاهزاده‌ها و پنج قبیله رقابت‌کننده برای تاج و تخت، تبدیل شده است، باید برای تاجگذاری پادشاه جدید در عرض ۲۴ ساعت تلاش کند. اما آیا ملکه وو قادر خواهد بود از محدودیت‌های دوران خود فراتر رفته و سرنوشتش را رقم بزند؟

## بازیگران

### اصلی
- جون جونگسو در نقش وو هی / ملکه وو[۱۰]

ملکه گوگوریو
- کیم مویول در نقش اول پاسو[۱۱]

نخست‌وزیر گوگوریو و سرباز پادشاه
- جی چانگووک در نقش گو ناممو/پادشاه گگوکچون[۱۱]

شوهر وو هی و پادشاه گوگوریو
- جونگ یومی در نقش وو سون[۱۱]

خواهر بزرگتر وو هی
- لی سوهیوک در نقش گو بالگی[۱۱]

شاهزاده گوگوریو
- پارک جیهوان در نقش موگول[۱۱]

فرمانده‌ای که از پادشاه گو ناممو محافظت می‌کند